# 堀切村 (新潟県)
堀切村（ほりきりむら）は、かつて新潟県北蒲原郡にあった村。

## 沿革
- 1889年（明治22年）4月1日 - 町村制施行に伴い北蒲原郡城塚新田、塩津新田、弥彦岡新田、堀口新田、高橋新田、中倉新田、苔実新田、竹島新田、宮川新田、北成田新田が合併し、堀切村が発足。
- 1903年（明治36年）11月1日 - 村域を二分割し、次のとおり隣接自治体に編入され消滅。
  - 大字北成田・宮川・竹島・苔実・中倉・高橋・堀口 → 北蒲原郡築地村に編入
  - 大字弥彦岡・塩津・城塚 → 北蒲原郡金塚村に編入